# UK-Dutch Battlegroup
UK-Dutch Battlegroup är en av EU:s två kommande snabbinsatsstykor. Styrkan kommer att avlösa Czech-Slovak Battlegroup och stod i parallell beredskap med Polish-led Battlegroup under perioden januari - juni 2010. Styrkan kommer att ledas av Storbritannien, men består även av förband från Nederländerna. Dessa två grupper kommer att bli avlösta av Italien Rumänien och Turkiet (Italian-Romanian-Turkish Battlegroup).